# Steeve Guénot
Steeve François Fabien Guénot (Chalon-sur-Saône, 2 ottobre 1985) è un ex lottatore e allenatore di lotta francese, specializzato nella lotta greco-romana. Si è laureato campione olimpico a Pechino 2008 nella categoria dei pesi leggeri (fino a 66 chilogrammi), nella quale ha gareggiato sino ai Giochi della XXX Olimpiade di Londra 2012, durante i quali ha vinto la medaglia di bronzo. È stato vicecampione iridato ai mondiali di Baku 2007. Dopo il ritiro dall'attività agonistica del fratello Christophe Guénot, è passato alla categoria dei pesi welter (fino a 74 chilogrammi) ed ha ottenuto un bronzo ai Giochi del Mediterraneo di Mersin 2013.

## Biografia

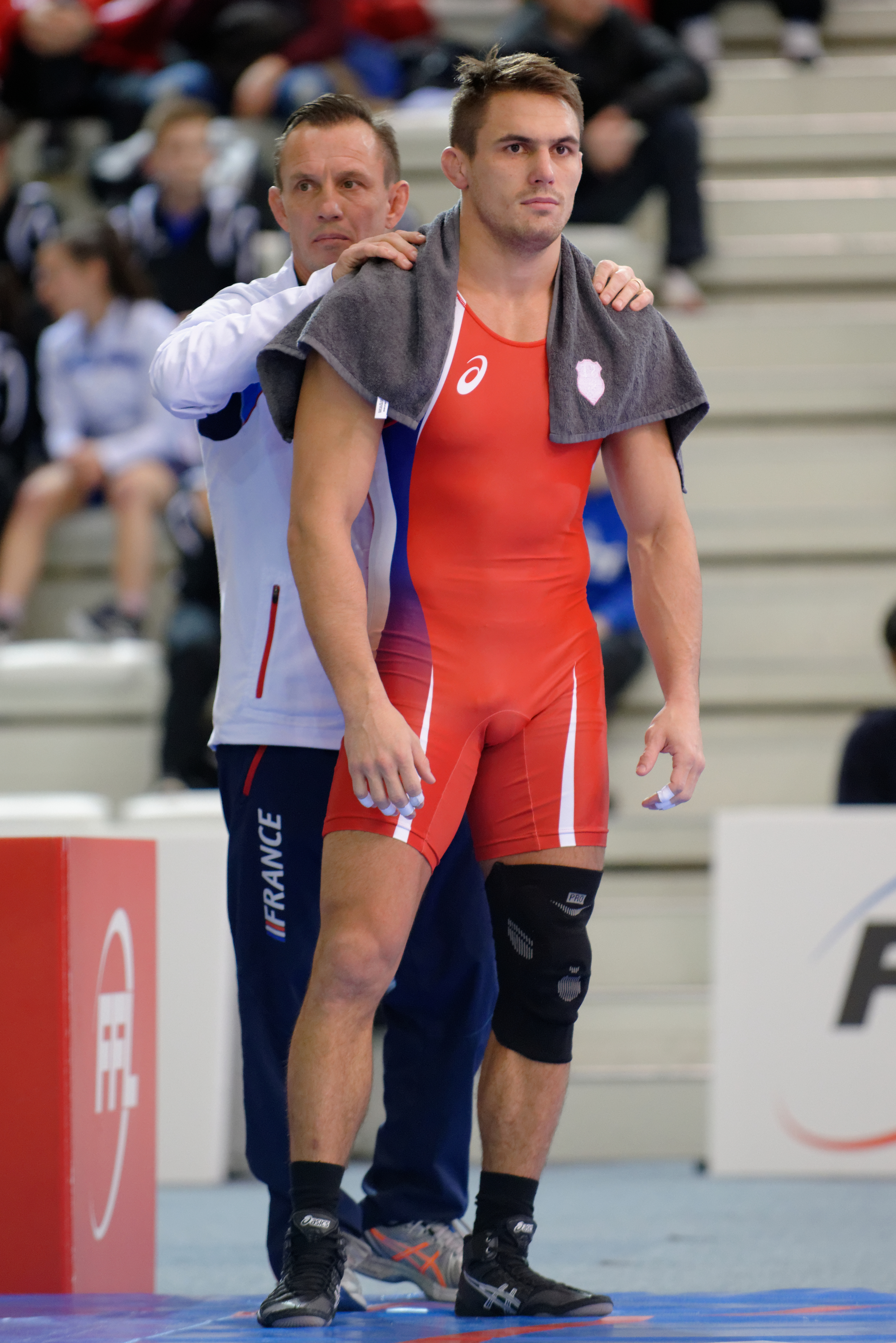
Steeve Guénot al Tournoi international Grand Paris Seine Ouest a Issy-les-Moulineaux nel 2014.

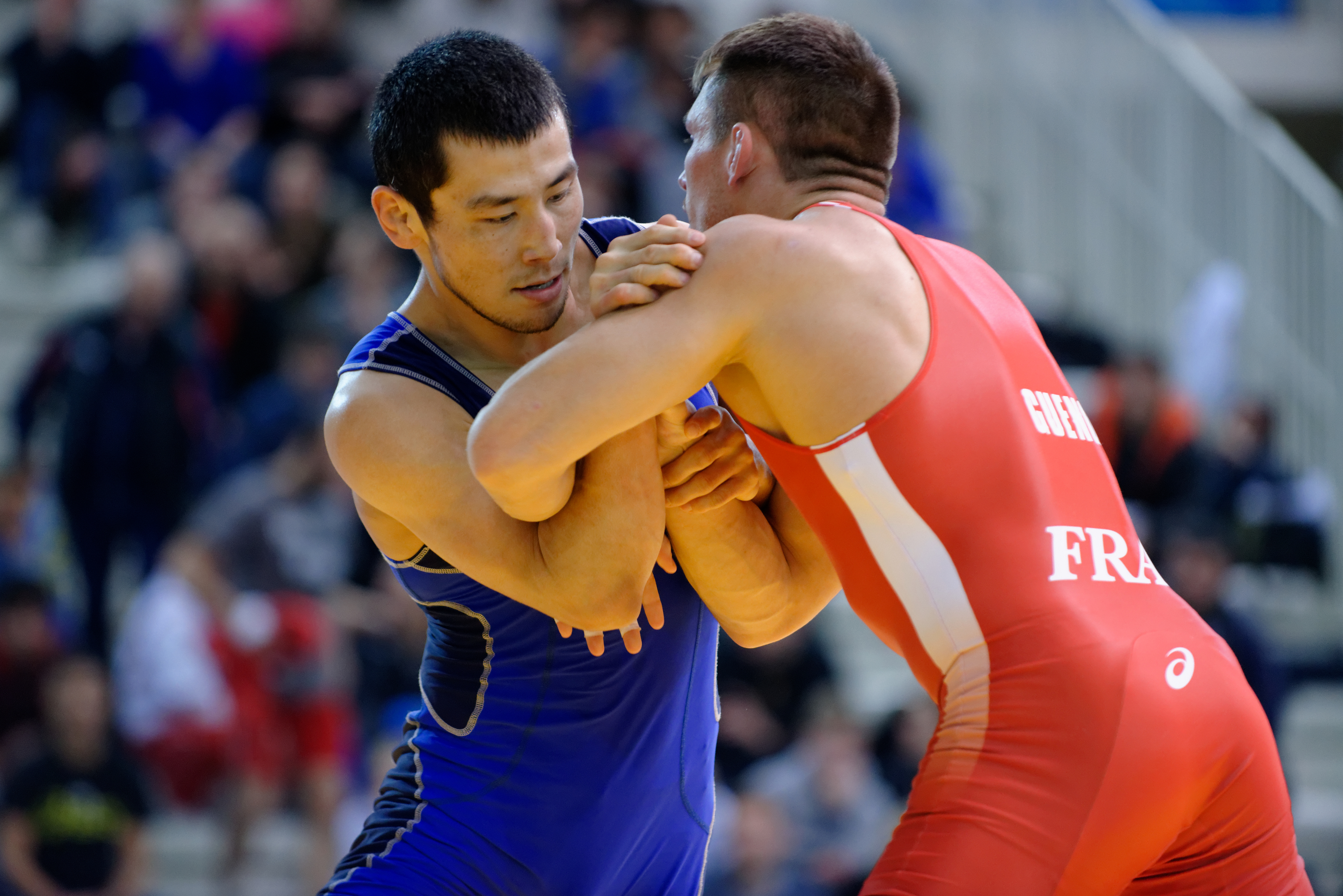
Steeve Guénot affronta il kazako Demeu Zhadrayev al Tournoi international Grand Paris Seine Ouest a Issy-les-Moulineaux nel 2014.

È cresciuto in una famiglia di lottatori: il nonno era lottatore, il padre arbitro di lotta e la madre dirigente sportiva di un club di lotta. Anche il fratello maggiore Christophe Guénot, con il quale ha convissuto, si è allenato e cresciuto, è stato lottatore grecoromanista di caratura internazionale, vincitore del bronzo nella categoria fino a 74 kg nell'edizione dei Giochi olimpici di Pechino 2008.
Da giovane ha seguito un percorso nelle strutture federali: prima ha fatto parte del gruppo primavera (Espoirs) al Centre national d'entraînement en altitude (CREPS) di Font-Romeu, a livello junior è transitato per il polo France de Besançon. All'età di 18 anni si unito all'INSEP dove si è formato per quattro anni.
È stato assunto nel dipartimento della sicurezza dalla Régie Autonome des Transports Parisiens (RATP) nel 2007, ed è divenuto membro della US Métro. È poi passato al Cercle de Lutte de Paris. Nell'ottobre 2012 è passato al Club Bagnolet Lutte, unendosi compagni a Tarik Belmadani (-60 kg) e Mélonin Noumonvi. In seguito, è divenuto funzionario del ministero dell'Interno.
In nazionale è stato allenato dal 2004 da Patrice Mourier, primo campione del mondo francese di lotta greco-romana nel 1987.
Ha vinto la medaglia d'argento ai mondiali di Baku 2007 nella categoria fino a 65 chilogrammi, perdendo in finale con l'azero Fərid Mansurov, campione olimpico a Atene 2004.
Ha rappresentato la Francia ai Giochi olimpici estivi di Pechino 2008 dove ha vinto la medaglia d'oro nel torneo dei 66 kg, superando il cubano Alain Milián ai sedicesimi, l'ungherese Tamás Lőrincz agli ottavi, il bielorusso Michail Sjamënaŭ ai quarti, il kazako Darkhan Bayakhmetov in semifinale e il kirghiso Kanatbek Begaliev in finale.
Agli europei di Baku 2010 ha ottenuto il bronzo nella categoria fino a 66 kg.
Ha fatto parte della spedizione francese dei Giochi olimpici di Londra 2012, capitanata dalla schermitrice Laura Flessel-Colovic, gareggiando nel torneo dei 66 kg dove: ha battuto il venezuelano Wuileixis Rivas agli ottavi, l'iraniano Saeid Abdevali ai quarti ed è stato estromesso dal tabellone principale dal sudcoreano Kim Hyeon-woo, poi laureatosi campione olimpico. Nella finale per il bronzo ha dominato sul cubano Pedro Mulens.
A seguito dell'Olimpiade il fratello Christophe Guénot si è ritirato dalle competizioni. Ha quindi deciso di combattere nella categoria -74 kg, più prossima al suo peso naturale. Fino al 2012, per evitare di entrare in concorrenza con il fratello, infatti, aveva seguito diete molto rigorose prima dei tornei, arrivando a perdere 10 chili in pochi giorni.
Ai Giochi del Mediterraneo di Mersin 2013 ha terminato il torneo dei -74 kg sul terzo gradino del podio assieme all'egiziano Tarek Mohamed, alle spalle del turco Emrah Kuş e del croato Neven Žugaj.
Nel novembre 2014 ha subito un'operazione all'anca destra ed in seguito ha seguito un percorso riabilitativo a Capbreton (Landes). L'Agence française de lutte contre le dopage (AFLD), lo ha sospeso per un anno, dal 30 luglio 2014 al 30 luglio 2015, per aver mancato due controlli antidoping a sorepresa e per la mancata compilazione del calendario sulla piattaforma informatica dedicata. La Federazione francese di lotta (Fédération française de lutte - FFL) si è riferita al caso come negligenza amministrativa. Non ha appellato la decisione.
Si è ritirato dalla carriera agonistica nel gennaio 2018. In seguito, è divenuto allenatore del settore giovanile della nazionale francese.

## Palmarès

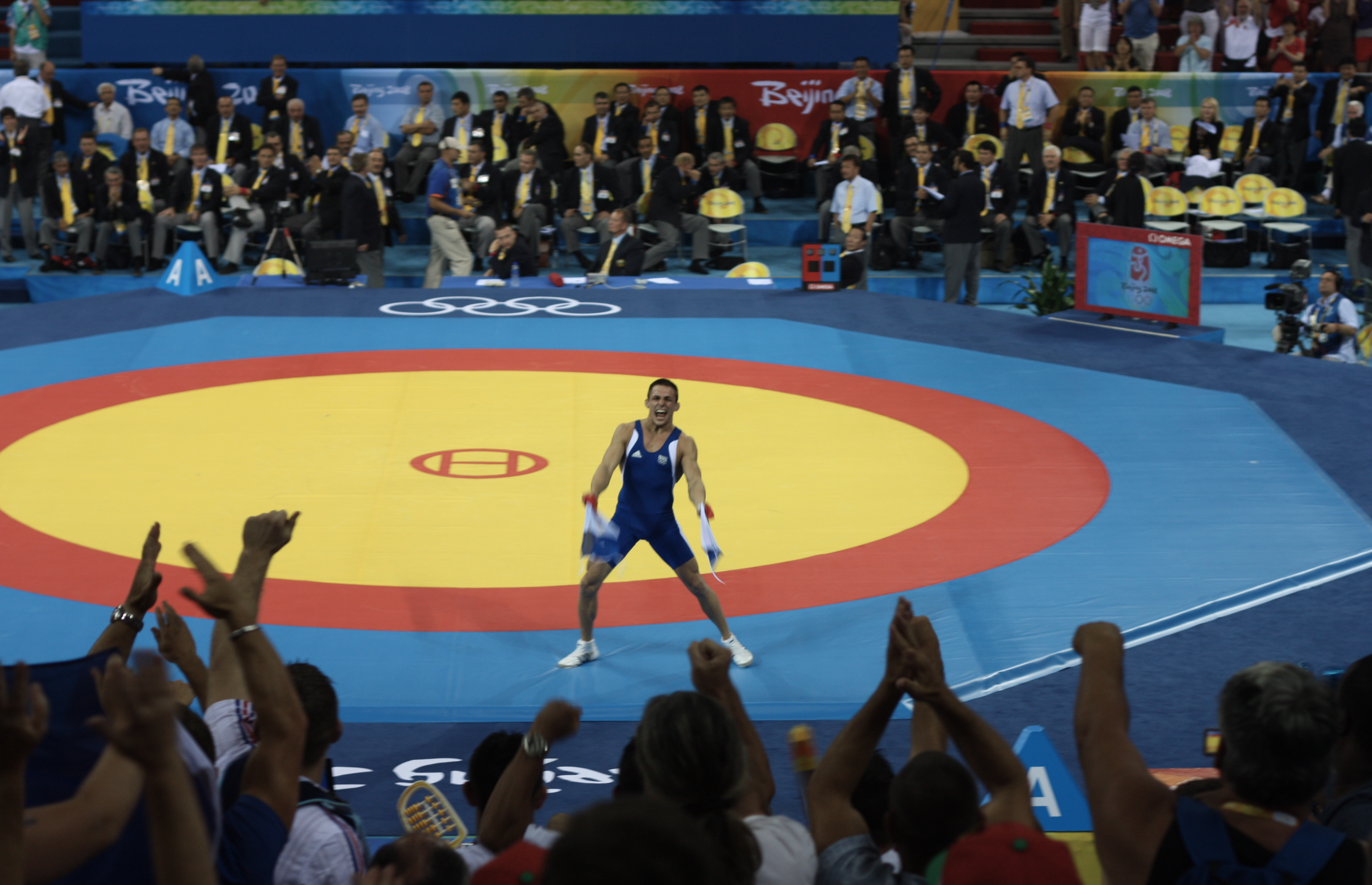
Steeve Guénot gioisce dopo essersi laureato campione olimpico a.

| Anno | Manifestazione          | Sede          | Evento | Risultato | Note |
| ---- | ----------------------- | ------------- | ------ | --------- | ---- |
| 2004 | Europei junior          | Murska Sobota | 66 kg  | 17º       |      |
| 2005 | Europei junior          | Breslavia     | 66 kg  | Bronzo    |      |
| 2005 | Mondiali                | Budapest      | 66 kg  | 29º       |      |
| 2007 | Europei                 | Sofia         | 66 kg  | 16º       |      |
| 2007 | Mondiali                | Baku          | 66 kg  | Argento   |      |
| 2008 | Europei                 | Tampere       | 66 kg  | 20º       |      |
| 2008 | Giochi olimpici         | Pechino       | 66 kg  | Oro       |      |
| 2009 | Europei                 | Vilnius       | 66 kg  | 11º       |      |
| 2009 | Mondiali                | Herning       | 66 kg  | 15º       |      |
| 2010 | Europei                 | Baku          | 66 kg  | Bronzo    |      |
| 2010 | Mondiali                | Mosca         | 66 kg  | 5º        |      |
| 2011 | Europei                 | Dortmund      | 66 kg  | 13º       |      |
| 2011 | Mondiali                | Istanbul      | 66 kg  | 12º       |      |
| 2012 | Giochi olimpici         | Londra        | 66 kg  | Bronzo    |      |
| 2013 | Europei                 | Tbilisi       | 74 kg  | 10        |      |
| 2013 | Giochi del Mediterraneo | Mersin        | 74 kg  | Bronzo    |      |

## Altre competizioni internazionali
2008
- Oro nei 66 kg nel Grand Prix of Germany ( Dortmund)

2009
- Oro nei 66 kg al Cristo Lutte ( Créteil)
- 7º nei 66 kg alla Coppa del mondo ( Clermont-Ferrand)

2010
- Bronzo nei 74 kg al Cristo Lutte ( Créteil)
- 14º nei 74 kg nel Grand Prix of Germany ( Dortmund)

2011
- 24º nei 74 kg alla Coppa Władysław Pytlasiński ( Radom)

2012
- Oro nei 66 kg nel Torneo di qualificazione olimpica ( Sofia)

2013
- 19º nei 74 kg alla Coppa Władysław Pytlasiński ( Varsavia)

2014
- 4º nei 71 kg al Golden Grand Prix ( Parigi)